# Melton (Australie)
Melton (35 490 habitants) est une ville de la banlieue nord-ouest de Melbourne, sur la Western Freeway, dans l'État de Victoria en Australie. Elle abrite le siège du comté de Melton.
La ville doit son nom à la ville homonyme britannique.
De par sa proximité avec Melbourne, la ville est en pleine croissance.